# Philip Nye
Pour les articles homonymes, voir Nye.
Philip Nye (vers 1595-1672) est un éminent théologien indépendant anglais et membre de l'Assemblée de Westminster. Il est le principal conseiller d'Oliver Cromwell sur les questions de religion et de réglementation de l'Église.

## Biographie
Philip Nye est né dans une famille de la classe moyenne du Sussex, vers 1595. Il entre à l'Université d'Oxford en tant que roturier du Brasenose College le 21 juillet 1615. Ensuite, il va  à Magdalen Hall, à Oxford, où il étudie sous la direction d'un tuteur puritain. Il est diplômé de Magdalen Hall avec un diplôme en arts en 1619 et une maîtrise en 1622. Il entre ensuite dans les ordres sacrés et devient vicaire de l'église St Michael de Cornhill, près de Londres. Il est poursuivit par la cour épiscopale et s'enfuit en Hollande, passant les années 1633 à 1640 en exil,.
Il occupe plus tard la paroisse d'Acton et est envoyé par le Parlement en mission auprès du roi Charles Ier emprisonné.
Il est l'un des cinq frères dissidents à l'Assemblée de Westminster et l'un des dirigeants du groupe aux côtés de Thomas Goodwin. Avec le soutien de Lord Kimbolton, il a des relations influentes avec l'armée parlementaire et vit également à Kimbolton, alors dans le Huntingdonshire. Selon Ivan Roots, l'éventuel règlement ecclésiastique sous le protectorat suivait de près les propositions de 1652, décrites par Nye avec John Owen et d'autres.
Nye co-écrit et promeut la Solemn League and Covenant. Nye et Stephen Marshall « furent envoyés avec les commissaires qui allaient du Parlement anglais en Écosse, afin d'obtenir et d'établir un accord avec la nation écossaise et de solliciter leur aide ».
Il est membre de la sous-commission parlementaire qui crée le Directoire du culte public de 1644 et l'a en grande partie rédigé lui-même.
En 1647, il est l'un des prédicateurs qui passent du Parlement à Charles Ier sur l'île de Wight, afin de sauver son âme et de construire un règlement politique.
Samuel Butler écrit un poème sur lui, "Upon Philip Nye's Thanksgiving Beard", et l'a mentionné dans Hudibras.
Lorsque la monarchie est restaurée en 1660, Nye est initialement exclu du pardon général. Cela aurait dû signifier être pendu, tiré et écartelé. Cependant, il est inclus par la suite dans le Bill of Indemnity à la condition qu'il n'accepte aucune charge ecclésiastique, civile, militaire ou publique. Au lieu de cela, il travaille pour une église indépendante en tant que docteur en théologie, jusqu'à sa mort en 1672.

## Sur la tolérance
Nye et Goodwin ont co-écrit An Apologeticall Narration, plaidant pour la tolérance des congrégations calvinistes en dehors d'un projet d'église nationale presbytérienne. Leur texte présenté au Parlement le 3 janvier 1644 soutient que les églises congrégationalistes sont plus proches de la pratique des premiers chrétiens et plus adaptées à l'évolution des temps. Cela signifie qu'ils pouvaient éviter que leurs opinions soient débattues à l'Assemblée de Westminster, où ils auraient été en infériorité numérique et peut-être rejetées. Cependant, lors des débats de Whitehall de 1648, Nye soutient le point de vue d'Henry Ireton selon lequel la tolérance devrait être limitée par l'État et se joint à son opposition au catéchisme racovien,.

## Positions
Nye est célèbre pour son soutien à la liberté religieuse et à l'indépendance. Il s'oppose à « un presbytère avec un État civil », mais apprécie par ailleurs le presbytérianisme pour ses convictions scripturaires fidèles.
Nye et Thomas Goodwin plaident avec force pour permettre aux Juifs de retourner en Angleterre . Leur plaidoyer est directement encouragé par Cromwell, même si de folles rumeurs antisémites et l'antipathie du grand public rendent la réadmission politiquement impossible,.
Il est un fervent adversaire de l'astrologie et de la superstition en général.

## Publications
- Philip Nye, Two speeches delivered before the subscribing of the Covenant, the 25. of September, at St. Margarets in Westminster, Edinburgh, Printed by Robert Bryson, 1643
- Philip Nye, An exhortation to the taking of the Solemne League and Covenant for reformation and defence of religion, the honour and happinesse of the King, and the peace and safety of the three kingdomes of England, Scotland, and Ireland, London, s.n., 1643
- Philip Nye, An exhortation to the taking of the Solemne league and covenant for reformation and defence of religion, the hononr [sic] and happinesse of the king, and the peace and safety of the three kingdomes of England, Scotland, and Ireland, Printed at London, For Ralph Smith ..., 1644
- Philip Nye, The Excellency and Lawfulnesse of the Solemne League and Covenant, London, Printed by W. Wilson, 1646
- Philip Nye, A declaration of the faith and order owned and practised in the Congregational Churches of England; agreed upon and consented unto by their elders and messengers in their meeting at the Savoy, October 12. 1658, London, Printed by John Field, 1658
- Philip Nye, Beames of former light, discovering how evil it is to impose doubtfull and disputable formes or practises, upon ministers, London, Printed by R.I. for A. Byfield, 1660
- Philip Nye, The lawfulnes of the oath of supremacy and power of the civil magistrate in ecclesiastical affairs: and subordination of churches thereunto, London, printed by Peter Cole at the Printing-press in Cornhil neer the Royal Exchange, 1662
- Philip Nye, A case of great and present use, London, [s.n.], 1677
- Philip Nye, The lawfulnes of hearing the publick ministers of the Church of England proved, London, Printed for Jonathan Robinson ..., 1683
- Philip Nye, The lawfulnes of the oath of supremacy, and power of the King in ecclesiastical affairs, London, Printed for Jonathan Robinson ..., and Samuel Crowch ..., 1683
- Philip Nye, The King's authority in dispensing with ecclesiastical laws asserted and vindicated, London, Printed for H.N. and Nathanael Ranew ..., 1687